# Affaire Geneviève Montillet
Vous pouvez aider à l'améliorer ou bien discuter des problèmes sur sa page de discussion.
- Il peut contenir un travail inédit ou des déclarations non vérifiées. Vous pouvez l’améliorer en ajoutant des références. (Marqué depuis juillet 2020)

Vous pouvez aider à l'améliorer ou bien discuter des problèmes sur sa page de discussion.
- Il ne cite pas suffisamment ses sources. Vous pouvez indiquer les passages à sourcer avec {{référence nécessaire}} ou {{Référence souhaitée}}, et inclure les références utiles en les liant aux notes de bas de page. (Marqué depuis juillet 2020)
- Il n’est pas rédigé dans un style encyclopédique. (Marqué depuis juillet 2020)

- Archive Wikiwix
- Bing
- Cairn
- DuckDuckGo
- E. Universalis
- Gallica
- Google
- G. Books
- G. News
- G. Scholar
- Persée
- Qwant
- (zh) Baidu
- (ru) Yandex
- (wd) trouver des œuvres sur Wikidata

L'affaire Geneviève Montillet — ou affaire de la diabolique d'Antibes — est une affaire criminelle française. 
En novembre 1992, Geneviève Montillet tente de faire assassiner son conjoint Éric De Vriendt. Celui-ci décède à leur domicile en janvier 1993 dans des circonstances qui demeurent floues. En 2003, Geneviève Montillet est condamnée à 25 ans de prison pour l'assassinat d'Éric De Vriendt.

## Faits et enquête
Le 1er novembre 1992, Éric De Vriendt, âgé de 35 ans, quitte son domicile de Juan-les-Pins en début de soirée pour faire du vélo sur les conseils de sa compagne, Geneviève Montillet qui est alors âgée de 47 ans. Sur son chemin, sur la route sinueuse d'Antibes, il est percuté par une voiture à 18 h 50, qui prend la fuite. Très grièvement blessé, il est transporté inconscient à l'hôpital. La police, dépêchée sur le lieu de l'accident, ne retrouve que de maigres indices et un témoin ayant vaguement entendu le son d'un moteur d'une Simca Horizon. Le lendemain, Geneviève Montillet récupère le vélo de son compagnon et le détruit en raison de son mauvais état.
Éric De Vriendt reste hospitalisé dans un état végétatif pendant deux mois et demi en raison d'un traumatisme crânien et facial, associé à une fracture du crâne et une fracture du sinus frontal. Sa compagne décide de précipiter sa sortie en faisant appel a une ambulance privée, le 11 janvier 1993, malgré des avis médicaux contraires.
Le 15 janvier, quatre jours après sa sortie de l'hôpital Éric De Vriendt décède à son domicile, selon un premier certificat médical des suites d'une crise cardiaque mais suite a la demande de Geneviève le médecin médico-légal décide de changer la mort pour   « encombrement trachéo-laryngé » provoqué par une fausse route, qui serait une conséquence de son accident du 1er novembre mais surtout pour que celui-ci coïncide avec les nombreux contrat d'assurance que la dame avait signé a la place de son conjoint. Il est incinéré le 18 janvier, selon sa volonté. Geneviève n'eut  jamais mit au courant la famille de Éric ni de sa mort ni de ses obsèques. 
Le 26 janvier, Geneviève Montillet se présente au commissariat pour signaler le décès de son compagnon. Elle cherche ensuite à toucher les primes des contrats d'assurance-vie souscrits par son conjoint, dont le total s'élève à dix millions de francs (l'équivalent d'un million et demi d'euros en 2003).

## Procédure
Le 23 juin 1993, la mère d'Éric De Vriendt et les compagnies d'assurances décident de porter plainte, le procureur de la République ouvre alors une enquête pour assassinat.
Cependant, en 1998, un non-lieu est sur le point d'être prononcé. Or, un nouveau juge d'instruction est nommé et décide d'examiner une seconde fois le dossier. L'enquête pour meurtre est relancée et Geneviève Montillet ainsi que ses enfants Valéry et Fabrice sont mis sur écoute. Un an plus tard, en 1999, à la suite de conversations douteuses, Geneviève Montillet et ses deux enfants sont convoqués par les policiers de Nice. 
Valéry et Fabrice avouent être impliqués dans la tentative d'assassinat d'Éric De Vriendt et accusent Yann Baudet d'être à l'origine de l'accident de ce dernier. Ils continuent leur révélation et racontent aux policiers que leur mère leur faisait croire qu'Éric De Vriendt était violent envers elle. Geneviève Montillet aurait alors demandé à ses enfants de le tuer durant une partie de chasse. L'un d'eux aurait tiré en direction d'Éric mais l'aurait raté, pris de panique, Valéry et Fabrice se seraient échappés. De plus, l'on apprend également que les deux enfants étaient tous deux toxicomanes à leur adolescence et que Geneviève Montillet se servait de la drogue comme moyen de pression, leur promettant de leur en fournir s'ils arrivaient à tuer Éric de Vriendt. 
Convoqué au commissariat, Yann Baudet passe rapidement aux aveux en déclarant avoir été approché par Geneviève Montillet qui lui aurait demandé de tuer son conjoint. De son côté, Geneviève Montillet nie toutes les accusations portées contre elle et charge ses propres fils. Cette dernière, ses deux fils ainsi que Yann Baudet sont déférés devant le juge d'instruction qui les inculpe pour tentative d'assassinat suivie de mort. Quelques mois plus tard, Valéry, l'un des fils de Geneviève Montillet, bénéficie d'un non-lieu.
Peu de temps après, en juin 2003, le procès de Geneviève Montillet est ouvert. On peut apercevoir sur le banc des accusés Yann Baudet et l'un des fils de Geneviève Montillet, Fabrice Desmullier. Au cours du procès, Geneviève Montillet est accusée d'avoir par le passé, tenté de faire tuer son premier mari, en février 1985 en région parisienne. Sous une fausse annonce, Geneviève Montillet avait rencontré un jeune homme qui avait accepté de tuer son mari, néanmoins il s'était rétracté au dernier moment. Les policiers de Paris avaient alors demandé au mari de Geneviève Montillet de venir au commissariat pour identifier l'homme qui avait tenté de le tuer mais il décida de ne pas porter plainte afin de préserver ses enfants Valéry et Fabrice. L'affaire fut classée sans suite, la justice estimant que les faits pouvaient être qualifiés d'actes préparatoires mais pas de passage à l'acte. Interrogé par les magistrats, Fabrice, le fils de Geneviève Montillet, affirme que sa mère lui a demandé de tuer Éric De Vriendt à l'hôpital mais qu'il aurait refusé. Par conséquent, elle aurait tenté de convaincre Yann Baudet de terminer le travail mais celui-ci aurait lui aussi refusé. 
Le cours du procès dresse également le profil psychologique de Geneviève Montillet qui est dépeinte comme une personne égocentrique ayant pour seul intérêt l'argent, se montrant plus impatiente de recevoir les assurances vie et de liquider les comptes bancaires de sa fille Emmanuelle qu'endeuillée par la mort de son conjoint.
Le 26 juin, l'avocat général requiert 30 ans de réclusion criminelle, assortis d'une peine de sûreté de 20 ans, contre Geneviève Montillet. Il demande également des peines de 5 à 8 ans de prison contre ses complices, pour « complicité de tentative d'assassinat » et « tentative d'assassinat ».
Geneviève Montillet est finalement condamnée à 25 ans de réclusion criminelle tandis que son fils Fabrice et Yann Baudet sont condamnés à 5 ans de prison. 
Fabrice est sorti de prison en septembre 2004, tandis que Yann Baudet est toujours incarcéré pour le meurtre de son père en 1998. 
Geneviève Montillet meurt à 65 ans, des suites d'une maladie, à l'hôpital de la prison de Rennes, le 15 mai 2010. Valéry Desmullier meurt à Saint-Laurent-du-Var le 31 août 2015, à l'âge de 40 ans.

## Biographies

### Geneviève Montillet
Née en 1945 à Armentières, Geneviève Montillet est abandonnée par ses parents, ce qui la conduit à vivre en foyer. À l'âge de quatre ans, elle vient à habiter dans une famille bourgeoise, prenant goût au luxe, aux voyages et à la sécurité financière. Son mari René Desmullier dénonce une cupidité immodérée.   
Lui étant cadre, il affirme qu'elle avait toujours besoin de plus, que ce soit pour elle ou pour leurs enfants Fabrice et Valéry Desmullier, qu'elle habillait avec des vêtements de grandes marques. Après 19 ans de vie commune, lors de sa séparation, elle évoque à son mari pour motifs de divorce le type de voiture de luxe appartenant à son nouveau compagnon[pas clair]. Des années plus tard, René Desmullier se rendit compte qu'elle lui envoyait des faux bulletins de note afin de toucher la pension alimentaire, leurs jumeaux étant déscolarisés à cause de problèmes de drogue, que Geneviève Montillet alimentait en leur en procurant dans le but d'exercer un pouvoir sur eux. Par ailleurs, un de ses fils, Fabrice, évoque le moyen qu'il était devenu pour elle de se faire de l'argent, il nie toute affection de sa part mais un simple usage comme pour une chose.

### Éric de Vriendt
Éric de Vriendt est né à Tokyo en 1957 dans une famille aisée, son père étant banquier. Il était de personnalité naïve, gentille et serviable. Au cours de sa vie, il a effectué plusieurs séjours en hôpital psychiatrique pour dédoublement de la personnalité et dépression. C'est là qu'il rencontre Geneviève. Il est placé sous curatelle le 19 décembre 1991 et décrit comme « présentant une structure psychopathique avec une  immaturité psychoaffective certaine ».

### Yann Baudet
Pour les articles homonymes, voir Baudet.
En 1992, Yann Baudet, 17 ans, était à la rue, voleur et toxicomane. Du jour au lendemain, la mère de son ami Fabrice, Geneviève Montillet, l'a pris sous son aile. Elle avait le même âge que sa mère et lui montrait tendresse et affection comme une mère ferait à son enfant, à lui qui avait fui sa famille pour échapper aux coups. Celle qui fut baptisée la Diabolique d'Antibes par les médias avait convaincu Yann Baudet d'éliminer son concubin, Éric de Vriendt, après avoir fait souscrire à ce dernier de multiples assurances vie. « Elle disait qu'il la frappait, qu'il risquait de la tuer elle et ses enfants. Elle m'a proposé 300 000 francs (environ 46 000 euros). C'était comme une mère, je lui faisais confiance », s'est-il défendu. 
Lors du procès en 2003, sa mère Annie témoigne et apparaît comme une mère aimante. Le père François Baudet est absent, il s'est apparemment volatilisé en 1998. Même clémente, la condamnation de Yann ravive l’intérêt des enquêteurs concernant l’étrange disparition de son père, pour laquelle la cadette Rozenn Baudet est la seule à s'inquiéter. La justice découvre que c’est Yann qui a abattu son père la nuit du 13 février 1998 dans un motel de Nîmes, sur ordre de sa mère et avec la complicité de celle-ci. « Comment justifiez-vous la mort de M. de Vriendt, puis, cinq ans plus tard, celle de votre père ? » s'interroge la présidente de la cour d'assises, Nicole Besset. Yann Baudet rétorque que c'était « la fin de la violence pour mon père. Pour M. de Vriendt, c'est pareil, sauf qu'en plus, il y avait l'argent. ». Il l'assure, sa mère, Annie Baudet, était au courant du premier crime. Il affirme qu' « elle m'a couverte à l'époque » avant qu'elle ne le menace de tout révéler s'il refusait de commettre le parricide. Depuis, il se présente comme la victime des manipulations et des mensonges, et d'Annie Baudet, et de Geneviève Montillet. Lors de leur procès en 2007, les Baudet mère et fils ont été respectivement condamnés à 22 et 27 ans de réclusion criminelle, Baudet assortie d'une peine de sûreté des deux-tiers pour ce dernier. Les peines sont finalement révisées en appel en 2009 : Annie Baudet et son fils Yann Baudet sont chacun condamnés à 25 ans de prison pour le meurtre de François Baudet.

## Documentaires télévisés
- « Geneviève Montillet, La diabolique d'Antibes » le 27 septembre 2009 dans Faites entrer l'accusé présenté par Christophe Hondelatte sur France 2.
- « Obsession meurtrière : L'affaire Geneviève Montillet » le 15 février 2012 dans Enquêtes criminelles : le magazine des faits divers sur W9
- « Des contrats en or » (deuxième reportage) dans « Assurance sur la mort » le 2 mai 2019 dans Héritages sur NRJ 12.